# Eka Jaya (Jambi Selatan)
Eka Jaya is een bestuurslaag in het regentschap Jambi van de provincie Jambi, Indonesië. Eka Jaya telt 18.471 inwoners (volkstelling 2010).